# Apano-Kliutxí
Apano-Kliutxí (en rus: Апано-Ключи) és un poble del krai de Krasnoiarsk, a Rússia, segons el cens del 2010 tenia 370 habitants. Pertany al districte municipal d'Àban.